# Stazione di Izumi-Fuchū
La stazione di Izumi-Fuchū (和泉府中駅?, Izumi-Fuchū-eki) è una stazione ferroviaria della città di Izumi, nella prefettura di Osaka in Giappone. La stazione è gestita dalla JR West e serve la linea Hanwa.

## Linee
JR West
■ Linea Hanwa

## Struttura
La stazione è costituita da due marciapiedi a isola con 4 binari in superficie.
| 1-2 | ■ Linea Hanwa | per Kumatori, Kansai Aeroporto e Wakayama |
| 3-4 | ■ Linea Hanwa | per Sakai-Higashi, Tennōji e Osaka        |

## Stazioni adiacenti
| ≪           | Servizio                                            | ≫                 |
| Linea Hanwa | Linea Hanwa                                         | Linea Hanwa       |
| ----------- | --------------------------------------------------- | ----------------- |
| Shinodayama | Locale Rapido Regionale                             | Kumeda            |
| Ōtori       | Rapido Kankū Rapido Kishūji Rapido B Rapido Diretto | Higashi-Kishiwada |